# 米田明美
米田 明美（よねだ あけみ 1955年 - ）とは日本の文学者、教育者。甲南女子大学文学部日本語日本文化学科教授。甲南女子大学文学研究科博士課程修了、博士（国文学）。
1996年『『風葉和歌集』の構造に関する研究』（笠間書院、1996年）により、関根賞を受賞。
2008年8月、源氏物語千年紀を記念した書展を開くにあたり、書庫で保管されていた甲南女子大学本源氏物語梅枝を再読した際、これまでの写本と異なる記述があることに気づき、田中登関西大学教授に鑑定を依頼した。その結果、書体や紙質などから鎌倉時代中期の写本であり、最古級であると確認された。2010年、同写本『梅枝』『紅葉賀』に翻刻や解説を加えた影印本が勉誠出版より出版された。